# Amastra cylindrica
Amastra cylindrica es una especie de molusco gasterópodo de la familia Amastridae en el orden de los Stylommatophora.

## Distribución geográfica
Es endémica de los Estados Unidos.